# Титова пећина на Вису
Титова пећина или Титова шпиља (стари назив: Духова шпиља) је пећина на острву Вис у којој се током 1944. године налазио Врховни штаб НОВЈ, на челу са Јосипом Брозом Титом. Пећина се налази на непосредно испод Хума, највишег вишког врха. 

## Долазак Врховног штаба НОВЈ на Вис
Операцијом Коњички скок Немци су у мају 1944. године планирали да ваздушним десантом на Дрвар униште или заробе маршала Тита и највише руководство НОВЈ. Десант који је изведен 25. маја 1944. није Немцима донео очекиване резултате. После тога, уз помоћ савезника, Тито и највише руководство НОВЈ прелазе на Вис, и то преко Италије. 
Совјетским авионом из Купрешког поља за Бари, 4. јуна 1944. године, одлетели су маршал Тито, група чланова ЦК КПЈ, Врховног штаба НОВЈ, НКОЈ-а и Председништва АВНОЈ-а, као и чланови совјетске и америчке војне мисије. Авионом је управљао гардијски мајор Црвене армије Александар Сергејевич Шорников, касније проглашен за Хероја Совјетског Савеза и Народног хероја Југославије.
Задатак да се Тито пребаци из Барија на острво Вис поверен је Британској Краљевској морнарици. На располагање му је стављен разарач "Blackmore" и разарач "Eggisford" за превоз осталог дела групе.
Фицрој Маклејн о томе пише: "Око шест увече Тито је у пратњи пса Тигра укрцан са почастима и понуђен џином. Како је првобитна маршалска униформа пала у раке Немцима за време напада на Дрвар и однесена у неки музеј у Немачкој, пронађена је замена и он је опет изгледао као и раније и, претпостављам. Тако се осећао..."
Ради исказивања војних почасти, заповедништво оба разарача је током пловидбе уприличило и извело пригодну вежбу војнопоморског карактера. За време свечане вечере, коју је по Маклејну пратила изузетно дуга листа вина, а и раније, Тито је разговарао на добром енглеском језику, што је изненадило све, чак и бригадира који је с Титом провео доста времена. На темељу тога касније су сарадници америчке службе ОСС изводили претпоставке о ранијем Титовом боравку на подручјима енглеског језика. Након вечере Тито и Маклејн попели су се на палубу. "... Небо је већ постало светлије и наспрам њега видели смо искрзане обрисе далматинских планина. Тито је седио у фотељи и замишљено пушио цигару. Ускоро смо приметили и тамне обрисе Виса, који су се дизали из мора."

## Тито и Врховни штаб на Вису
У рану зору 7. јуна пристали су у комишку луку. Тито се с најближом пратњом сместио у засеоку Боровик, где су постојале две природне пећине, удубљења у громадним каменим масивима. Виша је уређена за Тита. Њено природно проширење у облику предворја служило је као трпезарија и соба за састанке. У малом удубљењу у стени овог проширења уређен је простор за Титовог пса Тигра. Од проширења су се унутар пећине одвајала два удубљења, делом дотерана клесањем. У једном је био смештен радни сто и столица на којој се налазио трофејни немачки индукторски телефон, а у другоме кревет. Околина пећине је такође уређена, како због сигурносних разлога, тако и због побољшања услова за боравак. Маршал је до краја августа стално живео и радио у пећини, будући да је „и поред искуства у Дрвару и даље био склон пећинама“ (Маклејн). Касније је боравио у вили Трамонтана, уз море близу увале Стонца, у северозападном пределу Вишке луке.

## Вис центар Нове Југославије
У периоду од доласка маршала Тита на Вис, јуна 1944, па до ослобођења Београда, октобра 1944. године Вис је био седиште највиших цивилних, војних и политичких органа нове Југославије.
Овде је, на територији под Титовом контролом, др Иван Шубашић потписао у јуну споразум којим Краљевска влада у избеглиштву признаје „националне и демократске тековине извојеване од народа Југославије у току њихове трогодишње борбе, којима су постављени темељи демократском федеративном уређењу“. 
Одавде је Тито у касно лето 1944. године пошао на разговоре с Черчилом и Стаљином како би учврстио међународни положај, а на вишкој обали 12. септембра 1944. године први пут је отворено говорио о прикључењу словеначких и хрватских крајева који су по Рапалском уговору припали Италији и поручио - Туђе нећемо, своје не дамо!